# Hermanas de sangre (película)
Hermanas de sangre (título original: A Sister’s Nightmare) es un telefilme canadiense de drama, suspenso y misterio de 2013, dirigido por Vic Sarin y Vijay Sarin, que también se encargaron de la fotografía, escrito por Shelley Gillen, musicalizado por Keith Power y los protagonistas son Kelly Rutherford, Natasha Henstridge y Peyton List, entre otros. Este largometraje fue producido por Brainstorm Films, Sepia Films y World International Network (WIN); se estrenó el 7 de septiembre de 2013.

## Sinopsis
El presente de la agente de policía, Jane Rydert, se complica cuando su hermana mayor llega a su casa, luego de haber estado 16 años en un hospital psiquiátrico.